# Comuna Etulia, Găgăuzia
Comuna Etulia este o comună din UTA Găgăuzia, Republica Moldova. Este formată din satele Etulia (sat-reședință), Etulia (loc. st. c. f.) și Etulia Nouă.

## Demografie
Conform datelor recensământului din 2014, comuna are o populație de 3.061 de locuitori. La recensământul din 2004 erau 3.649 de locuitori.

## Administrație și politică
Componența Consiliului local Etulia (13 consilieri), ales la 5 noiembrie 2023, este următoarea:
|  | Partid                                       | Consilieri | Componență | Componență | Componență | Componență | Componență | Componență |
|  | -------------------------------------------- | ---------- | ---------- | ---------- | ---------- | ---------- | ---------- | ---------- |
|  | Partidul „Renaștere”                         | 6          |            |            |            |            |            |            |
|  | Partidul Socialiștilor din Republica Moldova | 5          |            |            |            |            |            |            |
|  | Candidat independent LIUBOV PANCEVA          | 1          |            |            |            |            |            |            |
|  | Partidul Nostru                              | 1          |            |            |            |            |            |            |